# Sonates pour violoncelle et piano (Martinů)
Pour les articles homonymes, voir Sonate pour violoncelle et piano.
Bohuslav Martinů composa trois sonates pour violoncelle et piano de belle facture.

## Sonate nº 1 H.277 (1939)
1. Poco allegro
2. Lento
3. Finale : Allegro con brio

## Sonate nº 2 H.286 (1941)
1. Allegro
2. Largo
3. Allegro comodo

## Sonate nº 3 H.340  (1952)
1. Poco andante - moderato
2. Andante
3. Allegro ma non presto